# مومو امبای
مومو امبای (انگلیسی: Momo Mbaye؛ زادهٔ ۲۸ ژوئن ۱۹۹۸) بازیکن فوتبال اهل سنگال است که در پست مدافع میانی برای باشگاه اسپانیایی کادیس  بازی می‌کند.
وی همچنین در تیم ملی فوتبال زیر ۲۰ سال سنگال بازی کرده‌است.